# Jun Kokubo
Jun Kokubo (født 8. september 1980) er en tidligere japansk fodboldspiller.
Han har spillet for flere forskellige klubber i sin karriere, herunder Montedio Yamagata og Thespa Kusatsu.